# Thư mục quốc gia

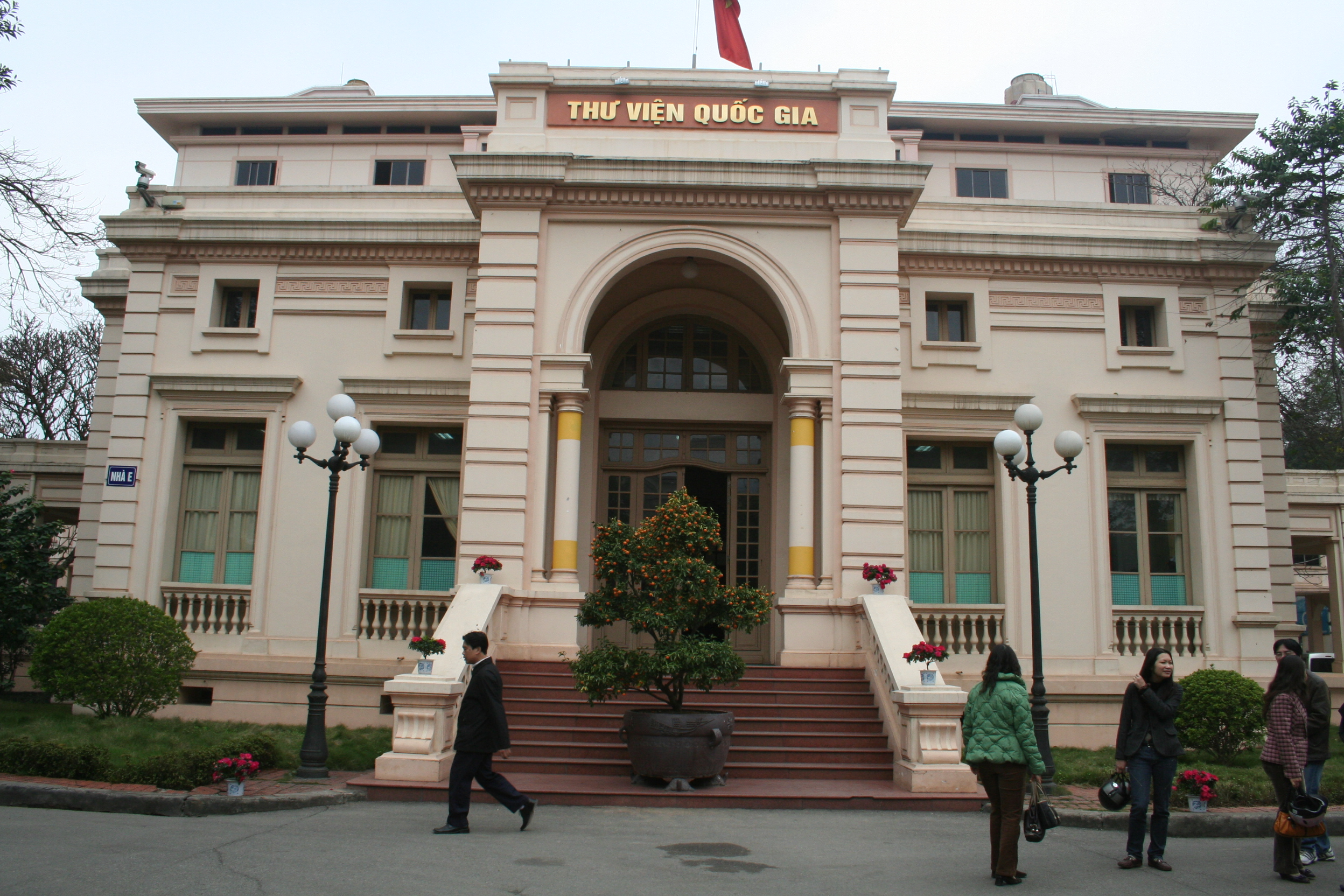
Thư viện Quốc gia Việt Nam, nơi biên soạn thư mục quốc gia Việt Nam

Thư mục quốc gia là thư mục liệt kê của những thư viện có chức năng nhận lưu chiểu, nhằm thống kê, đánh giá toàn bộ các ngành in ấn, xuất bản của cả quốc gia. Thông thường, cơ quan chịu trách nhiệm biên soạn và phát hành thư mục quốc gia chính là những thư viện quốc gia, dựa theo những tài liệu nhận lưu chiểu theo luật lưu chiểu. Tuy vậy cũng có một vài ngoại lệ. Tại Anh, thư mục quốc gia do Hội đồng gồm đại diện của các thư viện, các nhà xuất bản và các cửa hàng sách biên soạn và xuất bản. Ở Mỹ và Hà Lan, thư mục quốc gia được xuất bản nhằm mục đích thương mại.
Ở Việt Nam, thư mục quốc gia được ấn hành lần đầu vào năm 1923, do Thư viện Trung ương Đông Dương biên soạn. Từ 1955, Thư viện Quốc gia Việt Nam tiếp tục biên tập và xuất bản thư mục quốc gia dưới các tên gọi Danh sách lưu chiểu văn hoá phẩm, Mục lục sách, Mục lục xuất bản phẩm lưu chiểu, định kỳ 6 tháng một lần. Từ năm 1974, thư mục chính thức mang tên Thư mục quốc gia Việt Nam, xuất bản hằng năm.
Tại Pháp, thư mục quốc gia do Thư viện Quốc gia Pháp biên soạn và phát hành tùy thuộc vào dạng tài liệu. Với sách, thư mục được xuất bản 15 ngày một kỳ; với các ấn phẩm định kỳ, thư mục xuất bản một tháng một kỳ; với các tài liệu âm nhạc, 4 tháng một kỳ; với các tài liệu thính thị, thư mục xuất bản 2 tháng một kỳ; với các bản đồ, thư mục phát hành theo từng năm.